# The Last Outpost
"The Last Outpost" es el quinto episodio de la serie de televisión estadounidense de ciencia ficción Star Trek: The Next Generation, que se emitió originalmente en los Estados Unidos el 19 de octubre de 1987. El episodio fue escrito por Herbert Wright, basado en una historia de Richard Krzemien y dirigido por Richard Colla. El elenco invitado incluyó a Armin Shimerman, Jake Dengel y Tracey Walter. Aunque esta fue la primera aparición de Shimerman como Ferengi, previamente había filmado su primera aparición en un papel no acreditado en "Haven", pero eso se transmitió después de "The Last Outpost". Más tarde obtendría el papel del Ferengi Quark en el elenco principal de Star Trek: Deep Space Nine.
Ambientada en el siglo 24, la serie sigue las aventuras de la tripulación de la Flota Estelar de la nave espacial Enterprise-D de la Federación. En este episodio, el Enterprise persigue una nave estelar Ferengi hasta el planeta Gamma Tauri IV, donde ambas naves quedan inutilizadas por una pérdida de energía desconocida. Los equipos alejados de cada nave se dirigen al planeta donde encuentran un sistema automatizado dejado por el Imperio Tkon.
Este episodio marcó la primera aparición en pantalla de los Ferengi, que había sido mencionado anteriormente en la serie. Estaban destinados a reemplazar los roles antagonistas que desempeñaron los Klingons y los Romulanos en Star Trek: The Original Series en la nueva serie, pero esta idea se abandonó después de sus primeras apariciones. Su apariencia fue creada por Andrew Probert con modificaciones de Michael Westmore. El diseño del tatuaje fue creado por Mike Okuda, mientras que Probert también fue responsable del diseño de su nave espacial.

## Trama
El Enterprise está persiguiendo a una nave Ferengi que ha robado un convertidor de energía de un puesto avanzado no tripulado de la Federation. Si bien la Federación conocía a los ferengi, este es el primer contacto con la especie, y se cree que tienen un nivel tecnológico similar al de ellos. Cuando la persecución pasa por el planeta Delphi Ardu IV, ambas naves sufren pérdidas de energía que las obligan a detenerse. Inicialmente, cada tripulación cree que la pérdida de energía es causada por la otra nave, pero el capitán Picard (Patrick Stewart) se da cuenta de que los ferengi están tan confundidos como ellos y ordena a la tripulación que investigue el planeta. Data (Brent Spiner) informa que el planeta parece haber sido alguna vez un puesto avanzado remoto del "Imperio Tkon" que se extinguió hace 600.000 años (durante el Medio Pleistoceno). Picard se pone en contacto con los ferengi y consigue que acepten explorar mutuamente el planeta que se encuentra debajo para tratar de encontrar la fuente de la fuga de energía.
En el planeta, el equipo visitante queda momentáneamente separado debido a los efectos del campo de energía en los transportadores. Se reagrupan, pero son atacados y atados por los ferengi, quienes creen que la tripulación del Enterprise estaba planeando su propia emboscada. El equipo visitante se libera y comienza a intercambiar disparos, pero la energía expulsada es absorbida por una estructura cristalina cercana. Data investiga el árbol y despierta una entidad que se muestra como un humanoide y se hace llamar Portal 63 (Darryl Henriques), "un guardián del Imperio Tkon". Portal 63 pregunta a los dos grupos si buscan ingresar al Imperio Tkon, y no comprende cuando le dicen que los Tkon desaparecieron hace mucho tiempo.
Los ferengi acusan al equipo visitante del Enterprise de ser una fuerza hostil; El comandante Riker (Jonathan Frakes) admite que son hostiles a los ferengi, lo que sin darse cuenta confirma que la humanidad es realmente hostil a los ojos de Portal 63, quien da un paso adelante, aparentemente listo para atacar a Riker, y afirma que su especie es bárbara. Riker responde: "El miedo es el verdadero enemigo, el único enemigo", sin inmutarse cuando llega el ataque. Portal 63 acepta esto y se retira del desafío, satisfecho de que la Federación es civilizada y permite que la Enterprise salga libre. Además, le ofrece a Riker la oportunidad de destruir la nave ferengi, pero él la rechaza alegando que los ferengi no aprenderían nada de tal acción. Ambos equipos visitantes regresan a sus naves con la energía restablecida y los ferengi devuelven el convertidor de energía robado. Como forma de agradecimiento irónico, Riker sugiere enviar a los ferengi una caja de trampas para dedos chinas, un juguete que fascinó a Data cuando se quedó atrapado en una al principio de la misión.

## Producción

### Creando a los Ferengi
El creador de Star Trek, Gene Roddenberry, decidió desde el principio que no quería repetir en The Next Generation a los adversarios de Star Trek: The Original Series. En este sentido, la "Biblia" publicada antes del inicio del espectáculo decía categóricamente: "No hay historias sobre guerras con klingon o romulanos".  Los Ferengi fueron diseñados por Roddenberry y Herbert Wright para llenar este vacío.   Fueron mencionados en los episodios previos a "The Last Outpost", que marcó su primera aparición en la pantalla.  Después de que reaparecieron más tarde en la primera temporada en "The Battle", los productores pensaron que no eran un adversario adecuado y abandonaron los planes para su uso continuo en este papel.  Su papel como villanos principales en The Next Generation finalmente fue asumido por los Borg.  Cuando aparecieron en Deep Space Nine, se utilizaban de forma cómica.  La apariencia de los ferengi y su nave fue creada por Andrew Probert. La nave se inspiró en un cangrejo herradura y fue construida por Greg Jein. 
Michael Westmore fue responsable de tomar los diseños de Probert para los ferengi y crear el maquillaje para que los actores cumplieran con ese diseño. En el concepto original de Probert, los ferengi tenían orejas puntiagudas como las de un murciélago. A los productores les preocupaba que parecieran simplemente versiones más grandes de las ya conocidas orejas Vulcanas, por lo que se le pidió a Westmore que redondeara las orejas a la hora de producir el maquillaje. Otros elementos que se cambiaron en la etapa de maquillaje incluyeron modificaciones en la nariz para aumentar el volumen de las arrugas y abandonar la idea de un mentón extendido, ya que Westmore pensó que ahorraría tiempo en la aplicación del maquillaje. También se creó un conjunto de dientes superiores postizos, que se agregaron a una sola pieza para la cabeza y una pieza para la nariz que constituían las prótesis de los ferengi. Westmore no estuvo contento cuando se filtró una toma de un actor disfrazado sin los dientes, dijo: "Me molestó esa foto porque el maquillaje estaba incompleto. Después de todo el trabajo que se hizo, lo habríamos hecho". "Quería que nuestro diseño estuviera en la forma adecuada. La foto era como una versión pirateada de nuestro maquillaje, porque ninguno de nosotros lo aprobaría en esas circunstancias". Michael Okuda diseñó un tatuaje de designación de rango que Westmore aplicó en la parte derecha de cada frente ferengi. El símbolo significa "Perro come perro" y fue pintado de verde, ya que ese es el color de los billetes de dólar estadounidense. Cada barra (a la que el equipo de producción se refiere como "rockero") al lado del símbolo designa un rango, y más barras significan un rango más alto.

### Escritura y casting

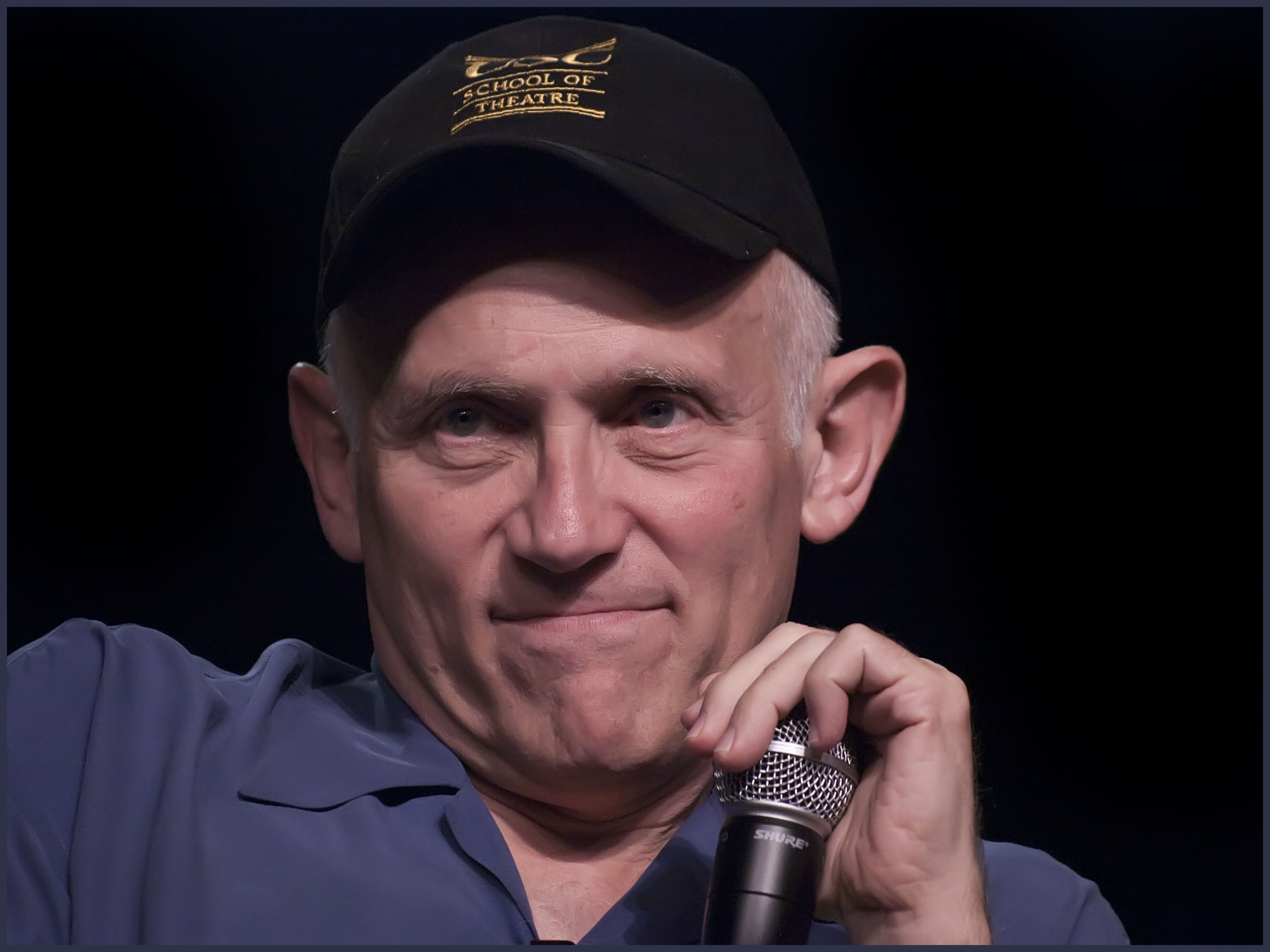
"The Last Outpost" marcó la primera aparición de Armin Shimerman como un personaje ferengi; Más tarde sería elegido para el papel de Quark en Deep Space Nine.

En el borrador original de Richard Krzemien, se hacía referencia a Portal como Dilo. El productor ejecutivo Maurice Hurley vio a Portal como una especie de perro guardián, pero pensó que los ferengi convirtieron el concepto en "una tontería". El director Richard Colla consideró que el episodio tenía problemas que sólo se identificaron después de completar el rodaje. La noción de Riker de enviar trampas para dedos chinas a la nave Ferengi al final del episodio fue una referencia al episodio de The Original Series "The Trouble with Tribbles" donde el Ingeniero jefe Scott transporta un cargamento de tribbles a un barco klingon. Wil Wheaton recordó más tarde que el elenco no estaba contento con el episodio ya que no les gustaron varios aspectos del mismo, incluida la broma de las esposas y los ferengi en general.El episodio también contó con la primera ocasión en que Geordi La Forge dio un informe al puente desde la sección de ingeniería. A los productores les gustó tanto esta imagen que a partir de la segunda temporada el personaje se convirtió en el ingeniero jefe.
Las estrellas invitadas en este episodio reaparecieron en diferentes roles más adelante en la serie. Tanto Tracey Walter como Mike Gomez reaparecieron como otros ferengi en el episodio de la sexta temporada "Rascals". Esta fue la segunda actuación grabada de Armin Shimerman en un episodio de TNG, aunque la primera en ser transmitida. No ha aparecido en los créditos en un papel previamente filmado como el rostro de una caja de regalo Betazoide en "Haven". Hizo una nueva aparición como un Ferengi diferente en "Peak Performance" antes de obtener el papel del Ferengi Quark, uno de los protagonistas de Star Trek: Deep Space Nine. En ese papel también rodaría una escena para la película Star Trek: Insurrection, pero fue eliminada de la versión final de la película.  Dijo sobre su actuación en "The Last Outpost": "Estaba interpretando a un villano exagerado; eso resultó ser muy cómico. Pensé que estaba hablando en serio, pero obviamente no era serio. Es porque no hubo sutileza en la actuación, no hubo ningún intento de darles algunos cojones reales.... Fue una mala actuación. Fue simplemente una mala actuación. Les gustó, Dios los bendiga, a Star Trek le gustó". 

## Recepción
"The Last Outpost" se emitió en sindicación durante la semana que comenzó el 17 de octubre de 1987. Recibió calificaciones de Nielsen de 8,9, lo que refleja el porcentaje de todos los hogares que vieron el episodio durante su franja horaria. Estas fueron las calificaciones más bajas recibidas por cualquier episodio durante la primera temporada.
Hubo críticas iniciales sobre los ferengi por parte de los críticos.  Varios críticos volvieron a ver el episodio después del final de la serie. Keith DeCandido revisó el episodio para Tor.com en mayo de 2011 y elogió a Mike Gomez como el primer ferengi visto en Star Trek, pero pensó que eran "demasiado cómicos para ser tomados en serio como la amenaza que el guión quería desesperadamente que fueran".  Dijo que, aparte de la primera aparición de Ferengi y Armin Shimerman, el episodio no era "nada especial".  Le dio una puntuación de tres sobre diez.  Wil Wheaton vio el episodio para AOL TV en octubre de 2006. Pensó que el episodio vio cierto crecimiento en el personaje, pero sintió que los Ferengi "eran una broma total" hasta que Shimerman los redimió parcialmente como Quark en Deep Space Nine. Pensó que el episodio no mostró una gran mejora después de "The Naked Now" y "Code of Honor" y puede haber resultado en que el programa perdiera espectadores. Le dio una calificación de C.
Mark A. Altman revisó el episodio para el libro Trek Navigator de 1998 y afirmó que era "una copia grande e inferior de "Arena"".  James Hunt escribió sobre el episodio en octubre de 2012 para el sitio web Den of Geek. Pensó que funcionó "sorprendentemente bien" y que el final fue "Star Trek en su máxima expresión: una gran idea filosófica sin sentido".  Elogió los giros de la trama y dijo que los ferengi "aunque son completamente ridículos, son genuinamente divertidísimos".  Zack Handlen vio el episodio de The AV Club en abril de 2010. Describió a los ferengi como "realmente, realmente terribles" y dijo que Portal era un dispositivo perezoso que recordaba a los seres divinos de la serie original.  Le dio al episodio una calificación de C-. 
En 2017, Screen Rant clasificó este episodio como el decimotercer peor episodio de la franquicia Star Trek.
En 2020, GameSpot señaló que este episodio era uno de los episodios más extraños de la serie.
El videojuego de 2023 Star Trek: Resurgence es una secuela de este episodio, con Frakes retomando su papel de Riker y Mark Rolston dando voz a Portal 63.

## Lanzamiento doméstico
El primer lanzamiento en los medios domésticos de "The Last Outpost" fue en casete VHS el 1 de abril de 1992 en los Estados Unidos y Canadá.El episodio se incluyó más tarde en la caja de DVD de la primera temporada de Star Trek: The Next Generation, lanzada en marzo de 2002, y se lanzó como parte de la primera temporada en Blu-ray el 24 de julio de 2012.
Los episodios desde "Encounter at Farpoint" hasta "Datalore" se lanzaron en Japón en LaserDisc el 10 de junio de 1995, como parte de la Primera Temporada Parte 1. Esto incluyó el episodio de la primera temporada "The Last Outpost", y el conjunto tiene una duración total de 638 minutos en múltiples discos de video ópticos de 12 pulgadas.